# Hortolândia
Hortolândia är en stad och kommun i Brasilien och ligger i delstaten São Paulo. kommunen ingår i Campinas storstadsområde och hade år2014 cirka 213 000 invånare. 1991 beslutades det att Hortolândia fick egna kommunrättigheter (vilket genomfördes fullt ut 1993) från att tidigare tillhört Sumaré.